# Slavko Meštrović
Slavko Meštrović (Borovnica (Prozor-Rama, BiH), 26. listopada 1948. - Rijeka, 11. kolovoza 2019.) je hrvatski političar i privrednik, potpredsjednik Hrvatske narodne stranke u razdoblju od 1992. do 1995. godine.
Saborski zastupnik u Drugom sazivu Hrvatskog sabora1 (1992. – 1995.)

## Životopis
Rođen je 26. listopada1948. u selu Borovnica u danas općini Rama-Prozor u Bosni i Hercegovini gdje je i završio osnovnu školu. U Zagrebu je završio strojarsku tehničku školu. Studirao je u Rijeci na danas Filozofskom fakultetu te je 1972. bio suspendiran s fakulteta kao aktivni sudionik pokreta "Hrvatsko proljeće", te mu nije bio dozvoljen završetak studija.  Višestruko je zatvaran kao politički zatvorenik i bez putovnice više od 15 godina. Nakon dugotrajnih sudskih postupaka u borbi za osnovna ljudska prava diplomirao je 1983. godine na, danas, Filozofskom fakultetu Sveučilišta u Rijeci te stekao zvanje profesora fizike.
Nakon nekoliko godina bez zaposlenja, bio je zaposlen do osamostaljenja Hrvatske u privredi, nakon čega je izabran u Hrvatski sabor za zastupnika. Jedan je od osnivača Hrvatske narodne stranke u kojoj je bio član Predsjedništva, politički tajnik i potpredsjednik (Savki) HNS-a. Iz HNS-a izlazi sredinom 1995. zbog neslaganja s vođenom politikom.
Jedan je od utemeljitelja Hrvatskog društva bivših političkih zatvorenika u Zagrebu u veljači 1990. i više mandata na raznim rukovodećim položajima.
Aktivni je član katoličkih studentskih pokreta krajem 1990-tih i početkom 1970-tih godina prošloga stoljeća, kao i jedan od osnivača pokreta katoličkih intelektualaca "Pax Romana". Od 1970. član je Matice hrvatske, kao i još nekoliko udruga.
Nekoliko je godina pisao političke kolumne u nekoliko tjednika (Hrvatsko slovo, Politički zatvorenik i dr.).
Vlada Republike Hrvatske je donijela odluku 1994. godine o zatvaranju "Koksar" Bakar te ga imenovala kao povjerenika Vlade RH za gašenje i razgradnju koksare, što je on i učinio.
Nakon izlaska iz politike radio je u privatnom sektoru. U mirovini je od 2003. godine.
Oženjen je suprugom Marinkom i otac četvero djece.
U razdoblju 2011. – 2013. g. bio je 1. predsjednik udruge Hrvatske kršćanske internetske televizije (kasnije Hrvatska katolička internetska televizija).

## Odlikovanja
Red Stjepana Radića;
Medalja Počasnog Bleiburškog voda,
Zahvalnica HDPZ-a s medaljom Zrinkog i Frankopana (u dva navrata,1997. i 1999.g.)
Zahvalnica humanitarne udruge "Kap dobrote", i dr.